# Tompa
Tompa es una ciudad en el condado de Bács-Kiskun, Hungría.

## Geografía
La ciudad tiene una superficie total de 81,57 kilómetros cuadrados y una población de 3 932 habitantes en 2024. 